# Harley-Davidson
Harley-Davidson Motor Company este un producător american de motociclete cu sediul în Milwaukee, Wisconsin. Motocicletele Harley-Davidson (popular numite Harleys) au un design specific.